# Giuseppe Betori
Giuseppe Betori, född 25 februari 1947 i Foligno, är en italiensk kardinal och ärkebiskop. Han är sedan år 2008 ärkebiskop av Florens.

## Biografi
Giuseppe Betori studerade vid Gregoriana i Rom, där han avlade licentiatexamen i teologi. Han prästvigdes 1970. Betori disputerade i bibelvetenskap vid Påvliga Bibelinstitutet i Rom år 1981.
I april 2001 utnämndes Betori till titulärbiskop av Falerone och utnämndes i samband med detta till generalsekreterare för den italienska biskopskonferensen. Betori biskopsvigdes den 6 maj samma år av kardinal Camillo Ruini i Folignos katedral. Kardinal Ruini assisterades vid detta tillfälle av biskop Arduino Bertoldo, ärkebiskop Ennio Antonelli, biskop Antonio Buoncristiani och biskop Giovanni Benedetti. År 2008 installerades Betori som ärkebiskop av Florens.
Den 18 februari 2012 upphöjde påve Benedikt XVI Betori till kardinal med San Marcello som titelkyrka. I mars 2013 deltog han i konklaven, vilken valde Franciskus till ny påve.

### Webbkällor
- ”BETORI, Giuseppe (1947–” (på engelska). The Cardinals of the Holy Roman Church. Salvador Miranda. Arkiverad från originalet den 14 februari 2018. https://archive.today/20180214221315/http://webdept.fiu.edu/~mirandas/bios2012.htm%23Betori#Betori. Läst 14 februari 2018.
- ”Giuseppe Cardinal Betori” (på engelska). Catholic Hierarchy. Arkiverad från originalet den 14 februari 2018. https://archive.today/20180214221429/http://www.catholic-hierarchy.org/bishop/bbetori.html. Läst 14 februari 2018.